# Château-Voué
 Château-Voué  es una población y comuna francesa, en la región de Lorena, departamento de Mosela, en el distrito de Château-Salins y cantón de Château-Salins.

## Demografía
| 126 | 121 | 107 | 93 | 76 | 98 |
| Para los censos de 1962 a 1999 la población legal corresponde a la población sin duplicidades (Fuente: INSEE [Consultar]) |     |     |    |    |    |